# 绿色和平东亚分部
綠色和平东亚分部（英語：Greenpeace East Asia）是全球环境组织绿色和平位于东亚的官方办公室，是東亞地區最大的国际非政府组织之一。

## 历史
1996年6月，綠色和平志願者乘船從菲律賓出發，聲言航行前往上海向中华人民共和国当局抗議，要求中國停止核武器試爆。最後雙方船隻對峙，未发生衝突；綠色和平船只最终無法停泊上海，后撤離中國大陆水域。 事后，中國外交部直言中國認同消毀核武器，并指綠色和平無需要到中國抗議。6月16日船隻抵達香港，綠色和平展開記者招待會宣示立場。綠色和平認為這次抗議是一個不錯的開端，期望雙方能展開和平對話。
1997年，绿色和平东亚部在香港成立，是在大中华地区成立的首個分部。早期活动包一次对来自澳大利亚的电子垃圾航运的封锁和 一场彰显儿童玩具中的PVC危害的活动。

## 活动
绿色和平东南亚分部主要在五个方面活动：气候与能量、食品与农业、毒性(水污染)和森林与空气污染(仅香港)。

## 使命宣言
根据绿色和平东亚分部网站，绿色和平使命可以概括为如下：
- 绿色和平通过形同为保护自然世界和促进和平来代表积极的改变。
- 绿色和平是一个活动遍布欧洲、美洲、亚太40个国家的非政府组织。为了保持其独立性，绿色和平不接受政府或企业的捐赠，但依赖于个人的支持者和基金会赠款的捐款。
- 作为一个全球组织，绿色和平关注对我们星球的生物多样性和环境最关键的全球范围内的威胁。 绿色和平代言全球280万支持者和鼓励成千上万越来越多的每天参与活动。